# 多品治
多 品治（おお の ほんじ）は、飛鳥時代の人物。旧仮名遣いでの読みは「おほのほむぢ」。姓は始め臣、後に朝臣。672年の壬申の乱で大海人皇子（天武天皇）の側で戦い、莿萩野を守って敵を撃退した。冠位は小錦下。

## 壬申の乱での活躍
壬申の乱が勃発した際、多品治は美濃国の安八磨郡（安八郡）の湯沐令であった。皇子の生計を支えるために設定された一種の封戸を管理する役職である。
大海人皇子は、自身が行動をおこす2日前の6月22日に、村国男依、和珥部君手、身毛広は3人で美濃に先行するよう命じた。彼らの任務は品治に連絡し、まず安八磨郡を挙兵させることであった。彼らと品治は無事にその任を果たし、美濃の兵3千が大海人皇子のために不破道を塞いだ。このおかげで大海人皇子は東国の兵力を集めることができた。
美濃に入った大海人皇子は、7月2日に軍をそれぞれ数万の二手に分けて、一軍を伊勢国の大山越えで大和国へ、もう一軍を直接近江国に入らせることを命じた。品治は、紀阿閉麻呂、三輪子首、置始菟と共に大和に向かう軍を率いた。この後で品治は別に命令を受け取り、3千の兵と共に莿萩野（たらの）に駐屯することになった。莿萩野の位置については、伊賀（当時は伊勢国に属す）の北部との説が有力であるが、いずれにせよ大和 - 伊賀 - 伊勢 -美濃と続く連絡線のうち伊賀を守る位置である。これと別に、田中足麻呂が近江と伊賀を結ぶ倉歴道を守る位置についた。
これに対して大友皇子側の将・田辺小隅は、5日に倉歴に夜襲をかけた。守備兵は敗走し、足麻呂は一人逃れた。小隅の軍は翌日莿萩野を襲おうとしたが、多品治はこれを阻止し、精兵をもって追撃した。小隅は一人免れて逃げた。以後大友方の軍勢が来ることはなかった。

## 功臣のその後
日本書紀には12月4日に勲功ある人を選んで冠位を増し、小山位以上をあたえたとする記事があるので、品治もこれと同じかそれ以上の位を受けたと思われる。
天武天皇12年（683年）12月13日に、多品治は伊勢王、羽田八国（羽田矢国）、中臣大島と共に判官・録史・工匠といった部下を引き連れて全国を巡り、諸国の境界を定めた。この事業は年内には終わらなかった。品治の位はこのとき小錦下であった。
天武天皇13年（684年）11月1日に、多臣など52氏は新たに朝臣の姓を授かった。
天武天皇14年（685年）9月18日に、天武天皇は皇族・臣下と大安殿で博打をして遊んだ。このとき天皇は大安殿の中に、皇族と臣下は殿の前に位置した。多品治はこの日に天皇の衣と袴を与えられた10人の中の一人であった。
持統天皇10年（696年）8月25日に、品治は直広壱と物を与えられた。壬申の乱の際に始めから従ったことと、堅く関を守ったことが褒められたのである。他の例からすると、この贈位記事が品治の死去を意味している可能性がある。
なお、『和州五郡神社神名帳大略註解』巻4補闕に所収されている、久安5年（1149年）謹上の「多神宮注進状」によれば、太安万侶は子とされる。